# アグニェシュカ・コンコレフスカ
アグニェシュカ・コルネルク（Agnieszka Korneluk、旧姓：コンコレフスカ、1994年10月17日 - ）は、ポーランドの女子バレーボール選手。ポーランド代表。

## 来歴

### クラブチーム
ポズナン出身。2009年にEnea Energetyk Poznańに入団しバレーボール選手としてのキャリアをスタートさせる。2010/11シーズンにSMS PZPS Szczyrkへ移籍し3年間プレーした。2013/14シーズンはImpel Wrocławに移籍。リーグ準優勝に貢献した。2015年と2016年の欧州チャンピオンズリーグに出場した。2017/18シーズンのリーグではベストブロッカー賞を受賞した。2018/19シーズンはイタリアセリエAのカザルマッジョーレに加入し、リーグで6位となった。2019/20シーズンはサヴィーノ・デルベーネ・スカンディッチでプレーした。2020/21シーズンからは再びポーランドリーグに復帰し、グルパ・アゾティ・チェミック・ポリツェと契約した。2020/21、2021/22シーズンのリーグでは2連覇に貢献した。2023/24シーズンのタウロンリーガでも優勝に貢献しベストミドルブロッカー賞を受賞した。2024年7月、KSディヴェロプレス・ジェシュフへの移籍が発表され、2024/25シーズンのタウロンリーガで優勝を果たし、自身はMVPとベストミドルブロッカー賞を受賞した。2025年5月に同チームを退団し、トルコのフェネルバフチェへ移籍することが発表された。

### 代表チーム
2012年、ポーランド代表に初選出される。2013年から本格的にプレーし、ワールドグランプリと欧州選手権ではレギュラーとして活躍した。2014年のヨーロッパリーグでは銅メダルを獲得した。2017年のワールドグランプリグループ2ではベストブロッカー部門1位となる活躍で予選ラウンドを3位、ファイナルラウンドでの優勝に大きく貢献した。2019年のモントルーバレーマスターズで優勝を果たし、自身もベストミドルブロッカー賞を受賞した。同年9月の欧州選手権では4位となり、自身もベストミドルブロッカー賞を受賞した。2021年、ネーションズリーグに出場した。2022年、世界選手権に出場し7位となった。2023年、ネーションズリーグでは銅メダルを獲得した。同年、地元開催されたパリ五輪予選では16年ぶりの五輪出場権獲得に貢献した。2024年、ネーションズリーグでは2年連続の銅メダルへ導き、自身もベストミドルブロッカー賞を受賞した。同年7-8月のパリ五輪に出場した。2025年からは再び代表チームで主将を務める。

## 球歴
- オリンピック - 2024年
- 世界選手権 - 2022年
- ネーションズリーグ - 2018年、2019年、2021年、2022年、2023年、2024年、2025年
- オリンピック予選 - 2019年、2023年
- 欧州選手権 - 2013年、2015年、2017年、2019年、2021年、2023年
- ワールドグランプリ - 2012年、2013年、2014年、2015年、2016年、2017年

## 受賞歴
- 2018年 - 2017/18ポーランドタウロンリーグ ベストブロッカー賞
- 2019年 - 2019モントルーバレーマスターズ ベストミドルブロッカー賞
- 2019年 - 欧州選手権 ベストミドルブロッカー賞
- 2023年 - 2022/23ポーランドタウロンリーガ ベストミドルブロッカー賞
- 2024年 - 2023/24ポーランドタウロンリーガ ベストミドルブロッカー賞

## 所属クラブ
- Enea Energetyk Poznań（2009-2010年）
- SMS PZPS Szczyrk（2010-2013年）
- Impel Wrocław（2013-2017年）
- Grot Budowlani Łódź（2017-2018年）
- カザルマッジョーレ（2018-2019年）
- サヴィーノ・デルベーネ・スカンディッチ（2019-2020年）
- グルパ・アゾティ・チェミック・ポリツェ（2020-2024年）
- KSディヴェロプレス・ジェシュフ（2024-2025年）
- フェネルバフチェ・ユニバーサル（2025-）